# محله هوایی ادمونتون/توئین آیلند
محله هوایی ادمونتون/توئین آیلند (به انگلیسی: Edmonton/Twin Island Airpark) یک فرودگاه خصوصی است که یک باند فرود چمن دارد و طول باند آن ۸۸۴ متر است. این فرودگاه در شهر ادمونتون کشور کانادا قرار دارد و در ارتفاع ۷۴۲ متری از سطح دریا واقع شده است.